# Estadio Nacional de Fútbol
Das Estadio Nacional de Fútbol ist ein Fußballstadion in Managua, der Hauptstadt von Nicaragua. Es ist Heimspielstätte der nicaraguanischen Fußballnationalmannschaft. Es bietet derzeit 15.000 Zuschauern Platz. Nach der dritten Ausbauphase sollen 30.000 Plätze vorhanden sein.

## Verbindung zur Universität
Das Stadion befindet sich auf dem Gelände der Nationalen Autonomen Universität Nicaraguas (UNAN). Seitens der Hochschule ist damit die Förderung studentischer Sportaktivitäten sowie die des Leistungssportes von Studenten verbunden. Mit dem Bau verbunden waren umfangreiche Untersuchungen und Forschungen von Universitätsinstituten hinsichtlich Bodenzusammensetzung, Erdbebenschutz, Bodenschutz und anderer Aspekte.